# چندریختی طول قطعه بریده‌شده
در زیست‌شناسی مولکولی، چندریختی طول قطعهٔ بریده‌شده (به انگلیسی: RFLP) روشی است که از اندازه‌گیری تنوع در توالی دی‌ان‌ای همولوگ، معروف به پلی‌مورفیسم، استفاده می‌کند تا تنوع افراد، جمعیت‌ها یا گونه‌ها را تشخیص دهد یا مکان‌های ژن را در یک توالی مشخص کند. این اصطلاح باید به خود پلی‌مورفیسم گفته شود، چنانچه از طریق تفاوت مکان‌های شناسایی‌شدهٔ (detected) قطعات (site) بریده‌شده با آنزیم محدودکننده، یا روش‌های آزمایشگاهی مرتبط چنین تفاوت‌هایی را می‌توان نشان داد. در آنالیز RFLP، یک نمونه دی‌ان‌ای به یک یا چند قطعه توسط آنزیم‌های محدودکننده بریده می‌شود، و قطعهٔ بریده‌شده توسط ژل الکتروفورز با توجه به اندازهٔ آن‌ها جدا می‌شود.
اگرچه اکنون RFLP به دلیل وجود فناوری‌های توالی یابی DNA ارزان‌قیمت، منسوخ شده‌است، تجزیه و تحلیل RFLP نخستین تکنیک profiling DNA است که به اندازه کافی برای دیدن کاربردهای گسترده‌تر ارزان‌قیمت بود. تجزیه و تحلیل RFLP یک ابزار مهم در نگاشت ژنوم (Genome mapping)، مکان‌یابی ژن‌ها برای اختلالات ژنتیکی، تعیین خطر ابتلا (با تست ژنتیک) به بیماری و آزمایش اطمینان پدر بودن، بود.

## تجزیه و تحلیل RFLP
تکنیک اصلی برای تشخیص RFLPها شامل تکه‌تکه کردن یک نمونه از دی‌ان‌ای با استفاده از آنزیم‌های محدودکننده است، که می‌تواند به‌صورت انتخابی یک مولکول دی‌ان‌ای را از هرکجا که یک توالی اسید نوکلئیک کوتاه و خاص وجود دارد طی یک فرایند که به عنوان هضم شناخته می‌شود، شکاف دهد. قطعه‌های دی‌ان‌ای تولیدشده توسط هضم را از طریق فرایندی که با عنوان الکتروفورز ژل آگارز شناخته می‌شود از هم جدا کرده و از طریق روش ساترن بلات به غشایی منتقل می‌شوند. غشاء با هیبریداسیون با یک پروب DNA برچسب زده می‌شود، و سپس طول قطعه‌هایی که مکمل پروب هستند را تعیین می‌کنند. گفته می‌شود RFLP زمانی رخ می‌دهد که طول یک قطعهٔ شناسایی‌شده بین افراد متفاوت باشد و این نشانگر چندریختی (پلی‌مورفیسم) توالی همسان است. هر قطعه با طول متفاوت یک آلل در نظر گرفته می‌شود، چه واقعاً حاوی یک منطقه کد کننده باشد یا نباشد، که می‌تواند در آنالیز ژنتیکی بعدی استفاده شود.

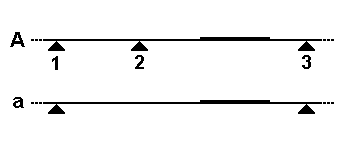
شماتیک برای RFLP با از بین رفتن سایت برش آنزیمی (مانند تغییر گلوتامین به والین در کم‌خونی داسی‌شکل)

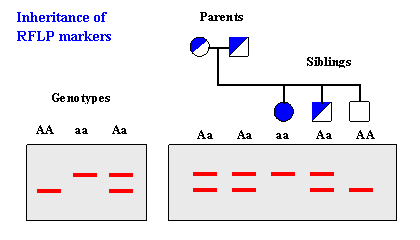
تجزیه و تحلیل وراثت قطعات آللی RFLP

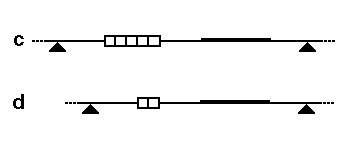
شماتیک برای RFLP برای تنوع طول VNTR

## کاربردها
تجزیه و تحلیل تغییرات RFLP در ژنوم قبلاً ابزاری حیاتی در نقشه‌برداری ژنوم و آنالیز بیماری‌های ژنتیکی بود. اگر پژوهشگران در تلاش بودند تا ابتدا موقعیت کروموزومی ژن بیماری خاص را تعیین کنند، آن‌ها بابد دی‌ان‌ایِ اعضای یک خانوادهٔ مبتلا به این بیماری را تجزیه و تحلیل می‌کردند و به دنبال آلل‌های RFLP می‌گشتند تا الگوی مشابهی از وراثت را مانند بیماری نشان می‌دهند (مراجعه کنید. ارتباط ژنتیکی). هنگامی که ژن یک بیماری مکان‌یابی شد، از آن به بعد با تجزیه و تحلیل RFLP در خانواده‌های دیگر می‌تواند نشان داد چه کسی در معرض خطر این بیماری است، یا چه کسی احتمالاً ناقل ژن‌های جهش‌یافته است. آزمایش RFLP در شناسایی و تمایز جانداران از طریق تجزیه و تحلیل الگوهای منحصر به فرد در ژنوم استفاده می‌شود. همچنین در شناسایی میزان نوترکیبی در محل‌های بین قطعه‌های محدودشونده استفاده می‌شود.